# Louisburg (Minnesota)
Louisburg é uma cidade localizada no estado americano de Minnesota, no Condado de Lac qui Parle.

## Demografia
Segundo o censo americano de 2000, a sua população era de 26 habitantes.
Em 2006, foi estimada uma população de 24, um decréscimo de 2 (-7.7%).

## Geografia
De acordo com o United States Census Bureau tem uma área de
0,8 km², dos quais 0,8 km² cobertos por terra e 0,0 km² cobertos por água.

## Localidades na vizinhança
O diagrama seguinte representa as localidades num raio de 20 km ao redor de Louisburg.